# Fašenk po Markovsko/Začasno
Čas fašenka oziroma(Pust)je odbobje med 2 februarjem (svečnico) in Pepelnično_sredo. V tem času se v Markovcih odvije kar nekaj dogodkov povezanih s tematiko fašenka. Namen vseh teh dogodkov je ohranjevanje izjemno bogate kulturne dediščine etnografskih in karnevalskih likov Dravsko - Ptujskega območja.

## Dogodki

### Bičov pok
Dogodek poteka 2 februarja natanko ob 24:00 se s prvim bičevim pokom se uradno prične fašenk v Markovcih. 

### Pustna povorka " FAŠENK V MARKOVCIH"
Pustna povorka poteka na pustno soboto. Povorko organizira entnografsko društvo Korant Markovci in bo letos organiziralo že tradicionalno 22. fašenk v Markovcih. Povorka poteka od zbora vseh likov pred gostiščem Ambient skozi Zabovce in Markovce do občinskega poslopja v Markovcih, kjer se pustni liki in skupine predstavijo. Sledi še pogostitev vseh sodelujočih in zaključek povorke(nagrade najboljšim) v karnevalskem šotoru v Markovcih. Povorka poteka tako, da se najprej predstavijo entografski liki, ki predstavijo nekakšno mišičnost, skrivnostnost in prvinskost fašenka. Nato pa se predstavijo karnevalske skupine ki nekako predstavijo izkazovanje idej,izvirnosti, norčavosti in estetike.

### Karnevalski šotor
V karnevalskem šotoru v Markovcih poteka vsak dan pustno rajanje oziroma pustna zabava z živo muziko.

## Etnografski liki Dravsko-Ptujskega območja

### Korant
Korant je najbolj znan pustni lik s področja Ptujskega in Dravskega polja. Korant naj bi bil demon, ki preganja zimo in zlo ter prinaša srečo in pomlad.
 Korantova oprava je sestavljena iz 2 delov. 
Oblečen oziroma odet je v ovčji kožuh, preko pasa pa ima obešeno verigo na katero so pripeti kravji zvonci.
Na glavi ima korantovo masko(kapo). Osnova kape je narejena iz blaga,usnja to pa je prevlečeno z ovčjim kožuhom. Kapa ima še odprtine za oči in usta, dolgi usnjeni nos, zobe ki so večinoma iz belega fižola, dolgi rdeči jezik in ušesa ki so iz puranovih ali gosjih peruti. Rogovi so iz lesa okrašeni z raznobarvnimi trakovi. 
K korantovi opremi še spadajo zelene ali rdeče gamaše, delovni črni škornji v roki pa ima ježevko. 

### Zlodej
Zlodej ali hudič je pustni lik ki se pridruži in vodi skupino korantov. 
Oblečen je v kostum rdeče ali črne barve. Na glavo si nadane kapo, ki je iz usnja ali blaga. Na njej so rogovi, rilčast nos in dolg rdeč jezik. Preko ledij ima vržen sak, mrežo za lovljenje duš v rokah pa drži vile ali trizob.

### Orači
Orači so v staro nošo oblečeni fantje. Okrog ramen si zavežejo svilen robec, en robec si nadanejo tudi preko klobuka da si zakrijejo obraz. Šest ali osem fantov(vedno morajo biti v parih) vleče majhen okrašen plug in prepeva. Fantje predstavljajo konje vprežene v plug. Pluži oz. orje pa korant. Orači vlečejo plug na vsako dvorišče, tam nekajkrat zaokrožijo pri tem pa prepevajo. Spremlja še jih pobirač, ki v brazdo seje repno seme, pograblja in pobira darove. Pokač pa s svojim glasnim pokanjem oznanja prihod oračev na dvorišče.

### Kopjaši
Kopjaš je ženitovanjski lik. Kopjaš je oblečen v navaden, klasičen črni suknjič, belo srajco z rdečo kravato , črne hlače, čevlje,okrog prsi ima trobojnico, na ima glavi pa klobuk s pripetim cvetom v rokah drži kopje, katero je ovito s trakovi barve trobojnice. Kopjaši ne obiskujejo domačij, kot drugi etnografski liki, ampak kopjaši le plešejo in med plesom kopje mečejo visoko v zrak.

### Medved
Tudi Medved tako kot Korant spada med demoni in je glasnik pomladi ter prinašalec poletja.
Medvede delimo na dve skupini: iz platna ali vrečovine in medvede iz kož.

Medvedi iz platna:imajo sešito precej ohlapno obleko. Glava je narejena iz vrečevine in kože. Posebnost medveda je, da je natlačen s slamo ali krmo. Vse to mu daje veliko okornost

Medved iz kož: Obdan oziroma oblečen je v kožuh, na glavi pa ima masko ki je podobna medvedji glavi.

Medved pa mora plesati, poskakovati, se valjati. Vmes ves čas godrnja – “vuli”. Za svoj ples in petje prejmejo od gospodarja dar. Danes si medvedi radi “privoščijo” mlada dekleta, se malo povaljajo z njimi in plašijo otroke.

### Rusa in melika
Za meliko je potrebno izdelati leseno ogrodje, na katero se namesti melikina glava. Spodnji del čeljusti se s pomočjo vrvi lahko premika. Iz gobca ji gleda dolg rdeč jezik. Glava je oblečena v kožo. Ogrodje je pokrito z vrečevino. Na zadnji del se namesti še rep in svinjski mehur, ki dejansko predstavlja “prašnike”. Na vrhu jezdi meliko 'melikin dečko'. Spremljata jih gonjač in pobirač. Gonjač z bičovim pokom naznanja prihod melike in odganja nadležno deco. Glavo mu krasi iz kož izdelana kapa. Oblečen je v dolg plašč. Pobirač pobira darove od gospodarja.

Rusa je po strukturi zelo podobna meliki. Razlika med obema je ta, da je v rusi le en človek, v meliki pa dva. Rusi daje to veliko okretnost in hitrost v primerjavi z meliko.

Melika in rusa simbolizirata zdravje in plodnost (prašniki) štirinožnih živali pri hiši (konj, krav..).

### Vile
Pustni lik Vile je namenjen zgolj dekletom. Dekleta se oblečejo v bele obleke preko ramen si nadanejo pleto. Tako kot vse vile imajo na glavi krono, ki pa je papirnatna. Dekleta si izmed vseh vil izberejo vilo kraljico, ki se od njih razlikuje po kroni. Krona je lepša in večja. Njihov obred je ples in petje. Vse vile se postavijo v krog in zaplešejo okoli kraljice, ki je na sredi kroga. Ob tem se držijo za roke in se vrtijo v krogu ter zraven pojejo. Pesmi domačinom oziroma gospodarici prerokujejo dobro letino. Tudi vile v zameno dobijo darove, najpogosteje je to denar.

### Kurika in piceki
Obe maski spadata med tako imenovane ptičje maske. S svojim obiskom domačij želita zdravja in dobre nesnosti pernatih živali.

Picek si na glavo povezne iz kartona-papirja narejeno kapo oblepljeno s pisanimi trakovi. Preko glave na ramena si da daljše sešito krilo bele barve. Navadno zajaha palico, ki ima na spodnjem koncu navezan šop kurjih peres, na zgornjem izrezljano glavo petelina.
Kürika je narejena iz lesenega ogrodja. Preko ogrodja je napeto platno, oblepljeno s kurjim perjem. Glava je izrezljana iz lesa. Küriko nosi nosač oblečen v bele hlače. Običajno sta ti dve maski družno obiskovali domačije. Piceki so bili fantiči, kürika pa zaradi teže konstrukcije mladci.
Zraven sta bila še gonjač in pobirač, ki je igral na orglice.
Kürika se je vrtela v krog, okrog nje so poplesavali piceki, vse to ob igranju na orglice. V dar so prejeli jajca od gospodinje